# Adam Ullmann

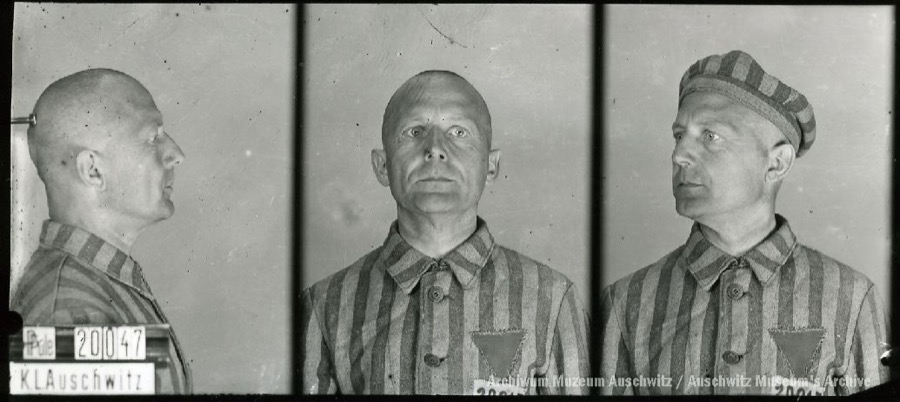
Adam Ullmann, jako więzień KL Auschwitz nr 20047

Adam Ullmann (ur. 8 września 1895 we Lwowie, zm. 17 czerwca 1942 w KL Auschwitz) – kapitan artylerii rezerwy Wojska Polskiego, kawaler Orderu Virtuti Militari.

## Życiorys
Urodził się we Lwowie, w rodzinie Edmunda. W 1913 zdał egzamin maturalny w c. k. Gimnazjum III w Krakowie.
W czasie I wojny światowej walczył w szeregach cesarskiej i królewskiej Armii. Jego oddziałem macierzystym był Pułk Artylerii Fortecznej Nr 2. Na stopień podporucznika został mianowany ze starszeństwem z 1 grudnia 1917 w korpusie oficerów artylerii fortecznej.
W czasie wojny z Ukraińcami i wojny z bolszewikami walczył w szeregach I dywizjonu 3 Pułku Artylerii Ciężkiej, który w 1921 został włączony w skład 2 Pułku Artylerii Ciężkiej. Dowodził 2. baterią. Wyróżnił się w walkach pod Chyrowem (maj 1919), nad Berezyną (czerwiec 1920) i pod Ossowem (sierpień 1920). Po zakończeniu działań wojennych został zdemobilizowany. 8 stycznia 1924 został zatwierdzony w stopniu porucznika ze starszeństwem z 1 czerwca 1919 i 758. lokatą w korpusie oficerów rezerwy artylerii. W 1922 posiadał przydział w rezerwie do 19 Pułku Artylerii Polowej w Nowej Wilejce, w następnym roku do 3 Pułku Artylerii Polowej Legionów w Zamościu, a w 1934 do 6 Pułku Artylerii Lekkiej w Krakowie. Na stopień kapitana został mianowany ze starszeństwem z 19 marca 1939 i 25. lokatą w korpusie oficerów rezerwy artylerii.
12 sierpnia 1941 został uwięziony w obozie koncentracyjnym Auschwitz. 17 czerwca 1942 zginął w tym obozie .

## Ordery i odznaczenia
- Krzyż Srebrny Orderu Wojskowego Virtuti Militari (17 maja 1921)[13][14]
- Krzyż Walecznych[9]
- Złoty Krzyż Zasługi (5 lipca 1939)[15]
- Krzyż Wojskowy Karola (Austro-Węgry)[3]